# Чупака (провинция)
Чупака (исп. Provincia de Chupaca, кечуа Chupaka pruwinsya) — одна из 9 провинций перуанского региона Хунин. Площадь составляет 1 153,05км². Население по данным на 2007 год — 51 878 человек. Плотность населения — 45 чел/км². Столица — одноимённый город.

## География
Расположена в юго-западной части региона. Граничит с провинциями: Уанкайо (на востоке), Консепсьон (на севере), а также с регионом Лима (на западе).

## Административное деление
В административном отношении делится на 9 районов:
- Чупака
- Ауак
- Чонгос-Бахо
- Уачак
- Уаманкака-Чико
- Сан-Хуан-де-Йскос
- Сан-Хуан-де-Харпа
- Трес-де-Дисьембре
- Янаканча